# Dichotomius danieli
Dichotomius danieli är en skalbaggsart som beskrevs av Kohlmann och M. Alma Solis 1997. Dichotomius danieli ingår i släktet Dichotomius och familjen bladhorningar. Inga underarter finns listade i Catalogue of Life.